# ジョン・カー (物理学者)

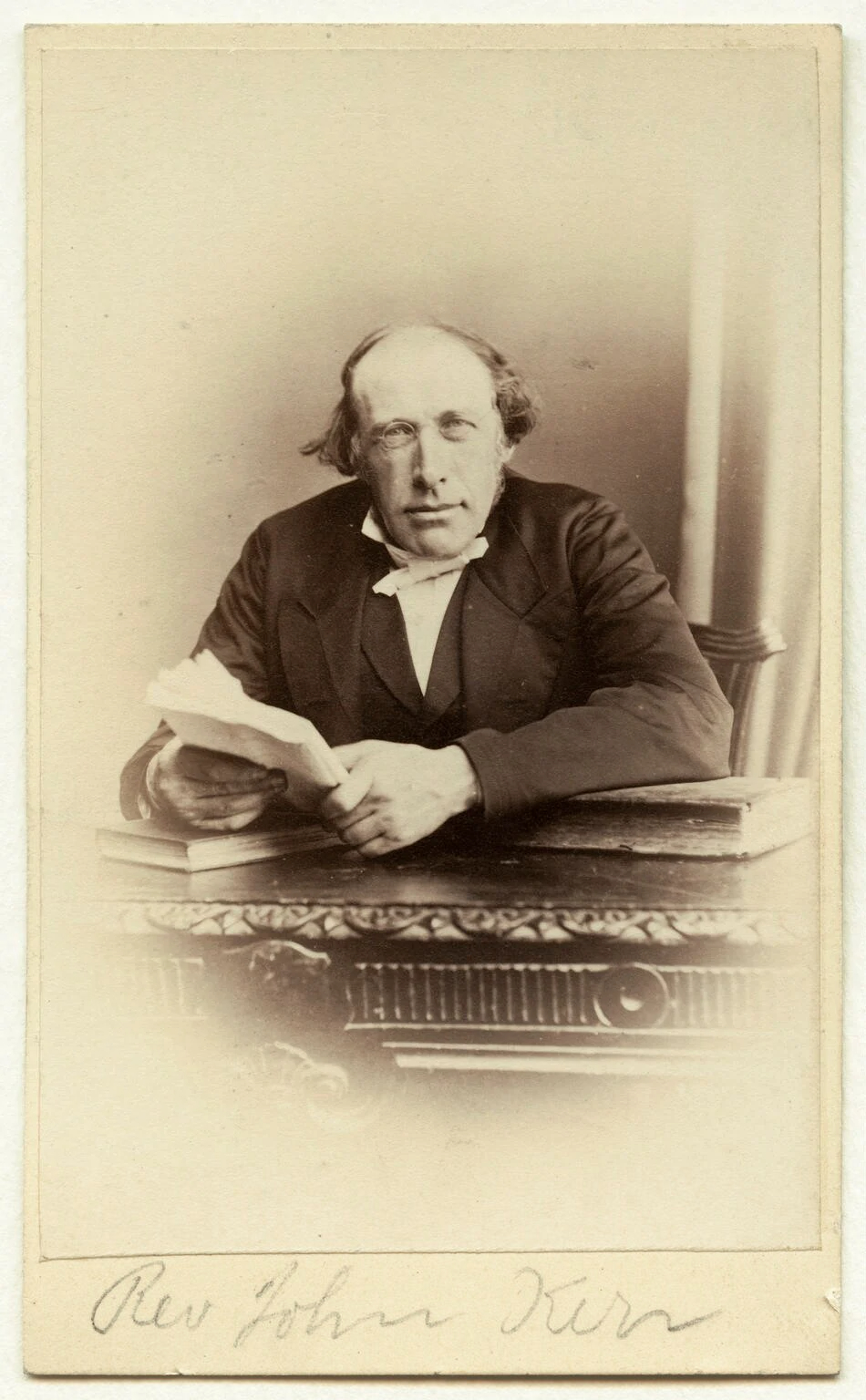
John Kerr, c. 1860

ジョン・カー（John Kerr, 1824年12月17日 - 1907年8月18日）は、スコットランドの物理学者。外部の電場、磁場によって結晶や液体の光学的性質が変化するカー効果を発見した。

## 経歴
1857年、グラスゴー大学の数学と物理の講師となった。1875年に強い電場を等方性材料にかけると、複屈折を生じる現象を発見した（電気光学カー効果）。この現象は光学機器の超高速シャッターの原理として用いられ、光速の測定に機械的シャッターのかわりに用いられた。
また磁場により偏光面が変化する現象も示した（磁気光学カー効果）。
ケルヴィン卿とは同い年で親しい友人であり、ケルヴィン卿がグラスゴー大学初の自然哲学教授となるのを助けた。1890年王立協会フェロー選出、1898年ロイヤル・メダル受賞。